# Bradesco Seguros
O Bradesco Seguros, é uma seguradora pertencente a Organização Bradesco. Foi criado em 1983 a partir da aquisição, pelo banco Bradesco, da companhia Atlântica Boavista de Seguros. 
Com atuação multilinha em âmbito nacional nos segmentos de Seguros, Saúde, Capitalização e Previdência Complementar Aberta, o Grupo tem como principal compromisso proteger a vida, o futuro, a saúde e o patrimônio das pessoas, oferecendo um portfólio variado de produtos para pessoas de diferentes perfis.

## História
1935
- Atlântica Companhia Nacional de Seguros inicia suas atividades.
- Por meio de uma Carta Patente, o então Ministério do Trabalho, Indústria e Comércio autoriza o funcionamento da Atlântica Companhia Nacional de Seguros.

1943
- Nasce o Bradesco na cidade de Marília (SP), fundado por Amador Aguiar.

1953
- Bradesco transfere sua sede para a Cidade de Deus, em Osasco (SP).

1970
- A década de expansão do Grupo. A empresa é denominada Grupo Atlântica Boavista, consolidando-se como maior Grupo de Seguros do Brasil.

1980
- Presença no esporte brasileiro. As corridas de rua ganham impulso e popularização graças à Maratona Atlântica Boavista, organizada, pela primeira vez, na década de 1980.

1981
- Bradesco adquire o controle acionário do Grupo Atlântica Boavista.
- Nasce a Bradesco Seguros e Previdência, primeira empresa de previdência privada ligada a um banco no Brasil.

1983
- Nasce a Bradesco Seguros.

1984
- Criação da Bradesco Capitalização e da Bradesco Saúde.

1985
- Inauguração do Centro de Treinamento Bradesco Seguros.

1986
- Ararino Sallum de Oliveira assume a Presidência da Bradesco Seguros.

1990
- Lázaro de Mello Brandão assume a Presidência do Conselho de Administração do Bradesco.

1996
- Inauguração da primeira Árvore de Natal da Bradesco Seguros na Lagoa Rodrigo de Freitas, no Rio de Janeiro.

1997
- Eduardo Baptista Vianna assume a Presidência da Bradesco Seguros.

1999
- Márcio Artur Laurelli Cypriano assume a Presidência do Bradesco.
- Bradesco Previdência é pioneira no lançamento de produto previdenciário – Plano Gerador de Benefício Livre (PGBL).

2003
- Luiz Carlos Trabuco Cappi assume a Presidência da Bradesco Seguros.
- Bradesco Seguros torna-se a primeira seguradora do mercado a ter uma ouvidoria.

2004
- Criação da Bradesco Auto/RE.
- Criação da UniverSeg (Universo do Seguro), com o objetivo principal de investir na capacitação de funcionários e corretores.

2006
- Realização do I Fórum da Longevidade Bradesco Seguros, iniciativa que reúne especialistas nacionais e internacionais de diversos segmentos para discutir os impactos da longevidade em seus mais variados aspectos, como saúde, trabalho, planejamento financeiro e comportamento.

2007
- Bradesco Seguros participa da campanha que elegeu o Cristo Redentor como uma das 7 maravilhas do mundo moderno.
- Lançamento do Circuito da Longevidade Bradesco Seguros, conjunto de provas de corrida e caminhada realizadas em diversas cidades brasileiras.

2008
- Grupo lança o primeiro aplicativo de seguros para mobile no Brasil.
- Criação da Bradesco Dental.
- Início das atividades da BSP Affinity.
- Bradesco Seguros alcança qualificação no rating nacional pela agência de classificação de risco Fitch Ratings, confirmando a Força Financeira de Seguradora (Rating FFS) em escala nacional.

2009
- O Conselho de Administração do Bradesco aprova a indicação, feita pelo seu Presidente, Lázaro de Mello Brandão, do Diretor Vice-Presidente do Banco e Diretor Presidente do Grupo Bradesco Seguros, Luiz Carlos Trabuco Cappi, para assumir a Presidência Executiva do Bradesco.
- Marco Antonio Rossi assume a Presidência da Bradesco Seguros.
- Grupo Bradesco Seguros assume participação na Europ Assistance.
- Lançamento do Movimento Conviva, criado para estimular a convivência harmoniosa entre ciclistas, motoristas, motociclistas e pedestres.

2010
- Bradesco Seguros atravessa a primeira década do novo milênio apostando na cultura brasileira, com o Circuito Cultural Bradesco Seguros.
- Odontoprev é incorporada ao Grupo.
- Lançamento do programa Porteiro Amigo do Idoso, voltado a capacitar esses profissionais a oferecer melhores serviços aos idosos.

2011
- Bradesco e Bradesco Seguros tornam-se patrocinadores oficiais dos Jogos Olímpicos e Paralímpicos Rio 2016.
- Grupo Bradesco Seguros assume participação na CEABS.
- Lançamento dos Prêmios Longevidade Bradesco Seguros, com a categorias Jornalismo, Histórias de Vida e Pesquisa, constituindo-se em importante estímulo à reflexão, difusão e discussão do tema em âmbito nacional.

2012
- Criação da BSP Empreendimentos Imobiliários, tendo como objetivo o desenvolvimento imobiliário nas principais regiões do país.

2014
- Unificação das Áreas Comerciais do Grupo Segurador.

2015
- Inauguração da nova sede da Bradesco Seguros em Alphaville (SP).

2016
- Randal Zanetti assume a Presidência do Grupo Bradesco Seguros.
- Como patrocinadora e seguradora oficial dos Jogos Olímpicos e Paralímpicos Rio 2016, Bradesco Seguros desenvolveu diversas ações, como o Museu Itinerante Se Prepara Brasil, que percorreu cerca de 30 mil km por todo o país com uma exposição sobre o tema.

2017
- Octavio de Lazari Junior assume a Presidência da Bradesco Seguros.
- Grupo Bradesco Seguros e Swiss Re Corporate Solutions dão início a uma joint venture no Brasil, na área de Seguros para grandes riscos, integrando a ampla rede de canais de distribuição da Bradesco Seguros com a expertise global de soluções corporativas da Swiss Re.

2018
- Vinicius Almeida Albernaz assume a Presidência da Bradesco Seguros.
- Bradesco Seguros atualiza sua marca e linguagem visual.

2019
- Mudança para a nova sede no Rio de Janeiro, no Porto Maravilha.

2020
- Ivan Luiz Gontijo Junior assume a Presidência do Grupo Bradesco Seguros.

## Prêmios e Reconhecimentos

### Prêmios
- 2019 – Prêmio The Winner Words
- 2019 – Prêmio Segurador Brasil
- 2019 – Prêmio Top Of Mind RS
- 2019 – Prêmio Sindirepa
- 2019 – Prêmio Ouvidoria
- 2019 – Prêmio Finanças Mais
- 2019 – Prêmio LIDE da Saúde e Bem-estar
- 2019 – Prêmio Whow
- 2019 – Prêmio GPTW
- 2019 – Prêmio Exame Melhores & Maiores
- 2019 – Prêmio Melhores do Seguro
- 2019 – Prêmio Melhores Empresas
- 2019 – Prêmio Gaivota de Ouro
- 2019 – Prêmio Marca Brasil
- 2019 – Prêmio Top Empresarial Internacional
- 2019 – Prêmio Melhores da Dinheiro
- 2019 – Prêmio 100 + Inovadoras
- 2019 – Prêmio Top Of Mind de RH
- 2019 – Prêmio Época Negócios 360º
- 2019 – Prêmio Top of Mind da Folha
- 2019 – X Prêmio Sincor de Jornalismo – Alberto Marinho
- 2019 – Prêmio Valor Investe
- 2019 – Prêmio Jornal do Carro Estadão
- 2019 – Troféu Paiaguás
- 2019 – Prêmio Respeito

- 2018 - Bradesco Saúde vencedora do 5º Prêmio CONAREC da Revista Consumidor Moderno na categoria SEGURO DE SAÚDE
- 2018 - Escolha Estadão PME 2018 na categoria Seguro Saúde
- 2018 - Bradesco Vida e Previdência em 1º Lugar no setor seguradoras da edição As Melhores da Dinheiro, da revista Isto É Dinheiro
- 2018 - Revista Seleções – Prêmio Marcas de Confiança – Bradesco Seguros foi a vencedora na categoria Previdência Privada
- 2018 - Estadão Empresas Mais – Bradesco Capitalização em primeiro lugar em Serviços Financeiros Pesquisa Quantitativa categoria Capitalização
- 2018 - Prêmio Consumidor Moderno de Excelência em Serviços ao Cliente – Bradesco Seguros venceu na categoria seguros
- 2018 - Época Negócios 360º - Bradesco Seguros está em primeiro lugar Geral na Categoria Seguros
- 2018 - Folha Top of Mind – Bradesco Seguros é a seguradora mais lembrada na categoria seguros
- 2018 - Melhores Fornecedores para RH – Revista Gestão e RH – Marca de seguros melhor avaliada
- 2018 - Great Place to Work – Bradesco Seguros – eleita uma das melhores empresas para trabalhar no Brasil
- 2018 - Great Place to Work - Bradesco Seguros – eleita uma das melhores empresas para trabalhar em Barueri e região
- 2018 - Marcas de Quem Decide Jornal do Comércio de Porto Alegre – Bradesco Seguros a marca  mais lembrada - Bradesco Saúde é a primeira colocada no ranking das 50 maiores Seguradoras
- 2018 - Exame – Melhores e Maiores - Bradesco Saúde é a primeira colocada no ranking das 50 maiores Seguradoras
- 2018 - Revista Seguro Total – Prêmio Gaivota de Ouro
- 2017- Pela 16ª vez eleito como Top of Mind na categoria "Seguros"- Pesquisa realizada pelo Instituto Datafolha [4]

- 2017- Melhor nos setores  "Seguros e Previdência", "Sustentabilidade Financeira" e "Inovação e Qualidade"- Prêmio Melhores da Dinheiro [5][6]

- 2017- Destaque nos setores "Seguros, Saúde, Previdência e Capitalização"- Prêmio Conarec[7]

- 2017- Pela 6ª vez consecutiva, líder na categoria "Seguros"- Anuário Época Negócios 360º[8]

- 2017- Pelo 8º ano consecutivo, Bradesco Saúde, Bradesco Vida e Previdência e Bradesco Auto/RE, ficaram entre as 7 primeiras do ranking "Melhores e Maiores" da revista Exame. [9]

- 2017- Pela 2ª vez, ganhou na categoria "Produtos e Serviços" do segmento "Seguros"- Prêmio The Winner [10]

- 2017- Destaque nas categorias "Liderança de Mercado", "Seguros Pessoais" e "Serviços"- Prêmio Seg News[11]

- 2017- Pela 8ª vez consecutiva, destaque como melhor seguro residencial- Proteste[12]

### Reconhecimentos
Bradesco Vida e Previdência S.A
Em 2020, o Grupo Bradesco Seguros foi destaque em diversas premiações e publicações relacionadas ao setor:
Pela quarta vez quarta vez consecutiva, o Grupo Bradesco Seguros ficou entre as Melhores Empresas para Trabalhar em Barueri e Região. O Great Place to Work é autoridade global no mundo do trabalho e publica, anualmente, mais de 40 rankings, premiando as Melhores Empresas para Trabalhar em âmbito nacional, regional, setorial e temático.
Também foi destaque no 2020 Insurance Corp Awards, promovido pela revista Insurance Corp, e que neste ano também avaliou, pela primeira vez, a atuação das seguradoras. O evento reconheceu o Grupo Segurador em oito categorias: Inovação de Valor, Inovação Tecnológica, Contribuição para a Diversidade entre Pessoas, Consciência Ambiental, Agilidade na Aceitação de Riscos, Agilidade na Liquidação de Sinistros, Suporte Comercial, Posicionamento Estratégico.
Por mais um ano, também se destacou no Prêmio JRS, conquistando três troféus na 18ª edição da premiação promovida pelo Grupo Editorial JRS, vencendo nas seguintes categorias: ”Seguradora do ano 2020 – escolha popular”, ”Melhor companhia com soluções de coberturas”. 
A atuação de destaque da Bradesco Seguros no mercado foi mais uma vez reconhecida, com a conquista de troféus em cinco categorias no 17º Prêmio Segurador Brasil. A premiação é promovido pela Silcon Estudos Econômicos, empresa de estudos e consultoria econômica de serviços em diversos campos, e reconheceu o Grupo Segurador na seguintes categorias: “Melhor Desempenho Global”, “Liderança”, “Destaque e Crescimento de Vendas”, “Destaque em Market Share” e “Empreendedor Brasil”.
Com o case “A Inovação na solução de conflitos”, a Ouvidoria do Grupo Bradesco Seguros, junto com a área de Gestão de Riscos, conquistou mais uma vez o prêmio Ouvidorias Brasil. É o nono ano consecutivo que o Grupo Segurador conquista o prêmio promovido pelo Comitê de Ouvidoria da Associação Brasileira das Relações Empresa-Cliente (Abrarec), em parceria com a Associação Brasileira de Ouvidores/Ombudsman (ABO) e da Editora Padrão. Desde sua criação, a empresa é a única seguradora reconhecida em todas as edições.
Pelo terceiro ano consecutivo, a Bradesco Auto/RE foi vencedora do Prêmio Melhores do Ano de 2020, na categoria ’Melhor Seguradora’ - segmento de automóveis, do Sindicato da Indústria de Reparação de Veículos e Acessórios (Sindirepa) do Estado do Rio de Janeiro.
Auto/Re
Pela segunda vez, o Bradesco Seguro Auto foi eleito a ”Escolha Certa” entre seguros de automóvel pela pesquisa da Associação Brasileira de Defesa do Consumidor (Proteste). O seguro de automóvel conquistou 65 pontos, em uma avaliação em que a pontuação máxima foi de 70. Destaque para o serviço ”Assistência 24h”, ”Cobertura em âmbito territorial” e ”Escolha da Oficina”.
Saúde
No exercício de 2020, a Bradesco Saúde recebeu reconhecimentos do mercado à sua atuação. Dentre os prêmios conquistados, destacam-se:
Liderou o ranking “Seguro Saúde” no Anuário Valor 1000, editado pelo jornal Valor Econômico. A publicação apresenta análises detalhadas sobre as mil maiores empresas do Brasil, com base em critérios como competitividade, investimentos e infraestrutura;
Destaque no Prêmio Mercado de Seguros, promovido pela revista Seguro Total, conquistando o troféu Gaivota de Ouro na categoria “Liderança Nacional na Carteira de Seguro Saúde”;
Figurou entre as empresas mais bem colocadas na categoria “Saúde” no prêmio Estadão Finanças Mais, promovido pelo jornal O Estado de São Paulo;
Pela 14ª vez consecutiva, foi eleita a melhor empresa do País na categoria “Seguro Saúde” no prêmio Top Of Mind RH. Promovida pela Fênix Editora, a premiação reconhece empresas e profissionais mais lembrados em votação realizada entre os que trabalham na área de Recursos Humanos. Também foi destaque na premiação “Melhores Fornecedores para RH” na categoria “Saúde”, promovida pela revista Gestão e RH.
A campanha em homenagem à atuação de todos os profissionais da saúde na pandemia da Covid-19 foi eleita, por jornalistas especializados no mercado publicitário nacional, a melhor entre as veiculadas no país. A pesquisa foi promovida pelo Blog do Adônis, do jornalista Adônis Alonso, em votação que teve a participação de dez profissionais dos mais importantes veículos da mídia especializada brasileira. Assinada pela Bradesco Saúde e criada pela agência Almap BBDO, a campanha lançou os filmes ”Fascinação” e ”Décadas”.
A Organização Bradesco foi destaque na 21ª edição do Prêmio Consumidor Moderno de Excelência em Serviços ao Cliente, com a vitória da Bradesco Saúde na categoria ”Fornecedor de Plano ou Seguro Saúde”.
Com o seu Programa de Atenção Primária à Saúde (APS), lançado este ano no sul do país, a Bradesco Saúde foi uma das operadoras selecionadas pela Agência Nacional de Saúde Suplementar (ANS) para participar do Projeto Cuidado Integral à Saúde.
Vida e Previdência
A Organização Bradesco foi destaque na 21ª edição do Prêmio Consumidor Moderno de Excelência em Serviços ao Cliente, com a vitória da Bradesco Vida e Previdência no segmento de ”Seguro de Vida”.
A marca Bradesco Seguros foi, novamente, vencedora do prêmio Top of Mind RS, em três categorias. Na categoria Top of Mind, foi, pelo 13º ano consecutivo, a mais lembrada quando o assunto é seguros. Por conta do número expressivo de citações, a marca também foi considerada Love Brand. Já na avaliação que capta a lembrança espontânea de marcas, empresas ou produtos por executivos das cem principais empresas gaúchas, a empresa foi a mais citada na categoria Previdência Privada. A premiação é promovida há 30 anos pelo Grupo Amanhã.
Em uma conquista inédita, o Grupo Bradesco Seguros foi destaque na sexta edição do prêmio Estadão Empresas Mais, do jornal O Estado de S. Paulo. Três de nossas empresas foram reconhecidas em rankings de diferentes categorias. A Bradesco Vida e Previdência foi premiada em ‘Serviços Financeiros – Seguradoras’.
Por mais um ano, o Grupo Bradesco Seguros foi destaque no Troféu Gaivota de Ouro, um dos mais tradicionais reconhecimentos do mercado segurador nacional, e que em 2020 chegou à sua 20ª edição. O prêmio Promovido pela revista Seguro Total reconheceu o grupo segurador na seguinte categoria: “Excelência em Vida”.
Também por mais um ano, a gestão da BRAM dos fundos de investimento associados aos planos de Previdência da Bradesco Vida e Previdência foi destaque no tradicional Guia de Previdência Valor/FGV, publicado pelo jornal Valor Econômico com base em um universo de cerca de 600 fundos que recebem recursos de planos P e VGBL. A empresa ficou em primeiro lugar do ranking nas categorias: Melhor Gestora "Geral", no "Período de 1 Ano", em "Previdência Balanceados 15-30" e em "Previdência Multimercados". 
BSP Empreendimentos Imobiliários
A BSP Empreendimentos Imobiliários foi destaque no anuário Valor 1000, promovido pelo jornal Valor Econômico. Responsável pela gestão dos ativos imobiliários da Organização Bradesco, a empresa recebeu, mais uma vez, o prêmio na categoria “Empreendimentos Imobiliários”.

## Empresas pertencentes a Bradesco Seguros
- Bradesco Vida e Previdência S.A
- Bradesco Saúde S.A
- Bradesco Capitalização S.A
- Bradesco Auto/RE Companhia de Seguros S.A
- BSP Empreendimentos Imobiliários
- Bradesco Dental
- Multipensions
- Mediservice